# Eric Von Schmidt
Eric Von Schmidt, född 28 maj 1931 i Bridgeport, Connecticut, död 2 februari 2007 i Fairfield, Connecticut, var en amerikansk folksångare och låtskrivare.
Von Schmidt sägs ha skrivit låten "Baby, Let Me Lay It On You" som gjorts om av flera kända artister och grupper, men förnekade själv att han skrivit den. Tidigt 1960-tal fastnade en ung Bob Dylan för låten, och gjorde den känd som "Baby, Let Me Follow You Down" som framfördes på hans debutalbum Bob Dylan. Mest känd blev låten dock i händerna på 1960-talsbandet The Animals där den i ny version fick heta "Baby, Let Me Take You Home".

## Diskografi
- Rolf Cahn & Eric von Schmidt (1961)
- Dick Fariña & Eric von Schmidt (1963)
- The Folk Blues of Eric von Schmidt (1963)
- Eric sings von Schmidt (1964)
- Who Knocked The Brains Out Of The Sky? (1969)
- 2nd Right 3rd Row (1972)
- Eric von Schmidt and The Cruel Family (1977)
- Baby, Let Me Lay It On You (1995)
- Living On The Trail (2002)